# 居斯特
居斯特是德国石勒苏益格－荷尔斯泰因州的一个市镇。总面积7.78平方公里，总人口1284人，其中男性639人，女性645人（2011年12月31日），人口密度165人/平方公里。